# Celeiro
Celeiro est une commune appartenant à la municipalité de Viveiro dans la province de Lugo située dans le nord ouest de l'Espagne, faisant partie de la communauté autonome de Galice. C'est dans son port que l'on peut y trouver une très grande criée climatisée (qui lors de son ouverture était la plus grande d'Europe avec une surface construite totale de 17,419 m2).
Dans l'actualité, son port est un des plus importants de la côte cantabrique et de toute l'Espagne. Il possède une flotte de bateaux qui travaillent dans toute la planète mais plus concrètement dans l'Atlantique Nord (dans la zone nommée Gran Sol) ayant comme objectif principal la capture de poissons comme le merlu de façon totalement artisanale. La "Merluza do pincho de Celeiro" possède le label "Galicia Calidade", ce qui a fait de ce poisson le premier à obtenir une telle distinction.

## Port de Celeiro
- Port de pêche
- Port de loisirs nautiques
- Port commercial